# MGEFI
 (mai 2022).
Si vous disposez d'ouvrages ou d'articles de référence ou si vous connaissez des sites web de qualité traitant du thème abordé ici, merci de compléter l'article en donnant les références utiles à sa vérifiabilité et en les liant à la section « Notes et références ».
La mutuelle générale de l'Économie, des Finances et de l'Industrie (Mgéfi), est une mutuelle de santé et prévoyance d'agents actifs, retraités et stagiaires de la fonction publique, dont le siège social est à Paris. Elle assure la protection sociale d'environ 320 000 personnes en 2024.
Elle dispose d'un réseau de 1200 militants présents sur le terrain partout en France, ainsi que de 200 salariés  en 2024.
Si la Mgéfi est historiquement la mutuelle des personnels actifs, retraités et stagiaires des ministères économiques et financiers, elle est aussi ouverte aux autres agents de la fonction publique.

## Historique
L'ancêtre de la mutuelle générale de l'Économie, des Finances et de l'Industrie est la caisse de secours de mutualité des comptables directs et agents du Trésor. Cette mutuelle dédiée aux fonctionnaires du Trésor public est fondée le 4 février 1927 ; la présidence est alors confiée à Étienne Pinaud.
La mutuelle des agents des Impôts est créée le 1er janvier 1987. En 2007, elle couvre 92 % des agents de l'ancienne direction générale des Impôts pour les risques maladie et pour la prévoyance.
Un premier rapprochement entre les mutuelles des agents des Impôts, du Trésor, des Douanes et du ministère de la Justice s'opère le 10 juin 2002 et aboutit à la création du groupe Initiatives mutuelles.
Le 13 septembre 2007, la mutuelle générale de l'Économie, des Finances et de l'Industrie voit le jour et fusionne l'ensemble des mutuelles des ministères économiques et financiers à partir du 1er janvier 2008 :
- mutuelle des agents des Impôts (DGI) ;
- mutuelle du Trésor (DGCP) ;
- mutuelle des Douanes (DGDDI) ;
- Fraternelle (Imprimerie nationale) ;
- mutuelle des personnels de l'Industrie et de la Recherche ;
- mutuelle nationale de l'entraide administrative (DGCCRF).

Ces mutuelles ne disparaissent pas pour autant, puisqu'elles conservent l'action sociale. Il s'agit de mutuelles relevant du livre 3 du code de la mutualité. Cependant, le 11 septembre 2013, les mutuelles des agents des Impôts et du Trésor se regroupent pour former la MASFiP : la mutuelle d'action sociale des Finances publiques. Cette dernière est également ouverte aux agents de la DGCCRF et de l'Imprimerie nationale.
La MGEFI est adhérente à la Fédération nationale de la mutualité française et à la MFP.
En 2022, elle rejoint la SGAM Matmut.

## Organisation
La MGEFI a une gouvernance mutualiste : l'ensemble des adhérents élisent des représentants qui participent à l'assemblée générale annuelle, valident les décisions du conseil d'administration et déterminent les orientations de la mutuelle.
Le siège social est situé rue Bouchardon, dans le 10e arrondissement de Paris.